# Macromitrium ligulare
Macromitrium ligulare är en bladmossart som beskrevs av Mitten 1859. Macromitrium ligulare ingår i släktet Macromitrium och familjen Orthotrichaceae. Inga underarter finns listade i Catalogue of Life.